# الزاهر (مكة)
حي الزاهر من الأحياء القديمة بمكة المكرمة.

## الموقع
يقع في الجهة الشمالية الغربية للمسجد الحرام. يصل الماشي إلى حي الزاهر خروجاً من باب المروة مروراً بطريق المدينة المنورة.

## المعالم البارزة
- مستشفى الملك عبد العزيز
- إدارة جوازات منطقة مكة المكرمة
- جامعة أم القرى شطر الطالبات